# Magistrát města Hradec Králové
Magistrát města Hradec Králové (oficiální název města je statutární město Hradec Králové) sídlí ve více budovách. První a největší část se nachází v památkově chráněné budově od architekta Josefa Gočára na ulici Československé armády. Další části jsou Odbor dopravně správních agend umístěný v Gayerových kasárnách, odbor živnostenský sídlí v ulici Střelecké, Městská policie v ulici Dlouhé. Budovy mají bezbariérový přístup.
Magistrát obdržel několik ocenění, například Organizace zvyšující kvalitu veřejné služby za rok 2006. Cena byla magistrátu udělena v rámci vyhlášení cen Ministerstva vnitra za modernizaci veřejné správy za zavádění nových modelů řízení a standardů kvality práce.
Pro své občany vydává MM HK zpravodaj Radnice.